# Songs of Love and Hate
Songs of Love and Hate — третій студійний альбом канадського автора та виконавця пісень Леонарда Коена, представлений 19 березня 1971 року на лейблі Columbia Records.
У 2012 році платівка зайняла 295 позицію у Списку 500 найкращих альбомів усіх часів за версією журналу Rolling Stone.

## Про альбом
Запис практично всіх композицій альбому проходив із 22 по 26 вересня 1970 року у студії Trident Studios (Лондон), окрім пісні «Sing Another Song, Boys», котра була записана на музичному фестивалі Isle of Wight 30 серпня 1970 року. На композиції альбому було створено багато каверів іншими музикантами. Зокрема, Дженніфер Варнс для триб'ют-альбому записала кавер на композицію «Famous Blue Raincoat», а Нік Кейв у своєму дебютному альбомі From Her to Eternity виконав кавер на пісню «Avalanche».
У 1995 році було перевидано на CD.

## Список композицій
| Перша сторона | Перша сторона          | Перша сторона |
| #             | Назва                  | Тривалість    |
| ------------- | ---------------------- | ------------- |
| 1.            | «Avalanche»            | 5:07          |
| 2.            | «Last Year's Man»      | 6:02          |
| 3.            | «Dress Rehearsal Rag»  | 6:12          |
| 4.            | «Diamonds in the Mine» | 3:52          |

| Друга сторона | Друга сторона                 | Друга сторона |
| #             | Назва                         | Тривалість    |
| ------------- | ----------------------------- | ------------- |
| 1.            | «Love Calls You by Your Name» | 5:44          |
| 2.            | «Famous Blue Raincoat"»       | 5:15          |
| 3.            | «Sing Another Song, Boys»     | 6:17          |
| 4.            | «Joan of Arc»                 | 6:29          |

| Додаткова композиція ремастеринг-версії 2007 року | Додаткова композиція ремастеринг-версії 2007 року | Додаткова композиція ремастеринг-версії 2007 року |
| #                                                 | Назва                                             | Тривалість                                        |
| ------------------------------------------------- | ------------------------------------------------- | ------------------------------------------------- |
| 1.                                                | «Dress Rehearsal Rag»                             | 5:37                                              |

## Чарти
| Чарт (1971)                                  | Найвища позиція |
| -------------------------------------------- | --------------- |
| Нідерланди Dutch Albums (MegaCharts)         | 2               |
| Німеччина German Albums (Offizielle Top 100) | 24              |
| Норвегія Norwegian Albums (VG-lista)         | 11              |
| Велика Британія UK Albums (OCC)              | 4               |
| США Billboard 200                            | 145             |